# 2,8 cm sPzB 41
2,8-cm-schwere Panzerbüchse 41 (2,8 cm sPzB 41) – niemiecka lekka armata przeciwpancerna kalibru 28 mm z okresu II wojny światowej. W wersji dla piechoty Wehrmachtu produkowano ją z ciężką lawetą z tarczą ochronną i dwoma dużymi kołami z ogumieniem. Pierwszy niemiecki typ uzbrojenia, w którym wykorzystano "zasadę Gerlicha", zaprojektowany w odpowiedzi na zgłoszone przez Waffenamt zapotrzebowanie na lekką i skuteczną broń przeciwpancerną. Weszła do służby na przełomie czerwca i lipca 1940 roku.
Armata była wyposażona w lufę stożkową o 12 bruzdach prawoskrętnych, ze zwężającym się ku wylotowi przewodem. Początkowy kaliber lufy wynosił 28 mm, a kaliber u wyjścia lufy 20 mm. Specjalne pociski do armaty wykonane z wolframu zmniejszały swoją średnicę w trakcie przejścia przez lufę. Dzięki temu przy stosunkowo niskim obciążeniu przekroju pocisku w lufie udało się uzyskać wysokie obciążenie przekroju pocisku w czasie lotu do celu, dzięki czemu miał on wysoką przebijalność. Pocisk z odległości 100 metrów przebijał płytę pancerną grubości 60 mm ustawioną pod kątem 60°. Jeżeli płyta była pochylona pod kątem 30°, pocisk przebijał z odległości 100 metrów płytę o grubości 52 mm, z odległości 300 metrów – grubości 46 mm, z odległości 500 metrów – grubości 40 mm, z odległości 1000 metrów – grubości 25 mm. Taka przebijalność umożliwiała zwalczanie prawie wszystkich alianckich czołgów, włącznie z radzieckimi ciężkimi czołgami KW – pod warunkiem, że pocisk trafiał w pancerz z boku.  
Produkowano również wersje:
- 2,8 cm sPzB 41 leFl 41 (2.8 cm schwere Panzerbüchse 41 auf leichter Feldlafette 41) – wersja przeznaczona dla oddziałów spadochronowych, z lekkim podwoziem z rur ze stopów lekkich i bez tarczy ochronnej, z małymi kółkami z ogumieniem.
- 2,8 cm KwK 42 – wersja przeznaczona do montowania w pojazdach opancerzonych (Sd.Kfz.221 i Sd.Kfz 250/11).